# (37531) 1978 VF7
1978 VF7 (asteroide 37531) é um asteroide da cintura principal. Possui uma excentricidade de 0.13382690 e uma inclinação de 3.52207º.
Este asteroide foi descoberto no dia 7 de novembro de 1978 por Eleanor F. Helin e Schelte J. Bus em Palomar.